# Derby di Casablanca

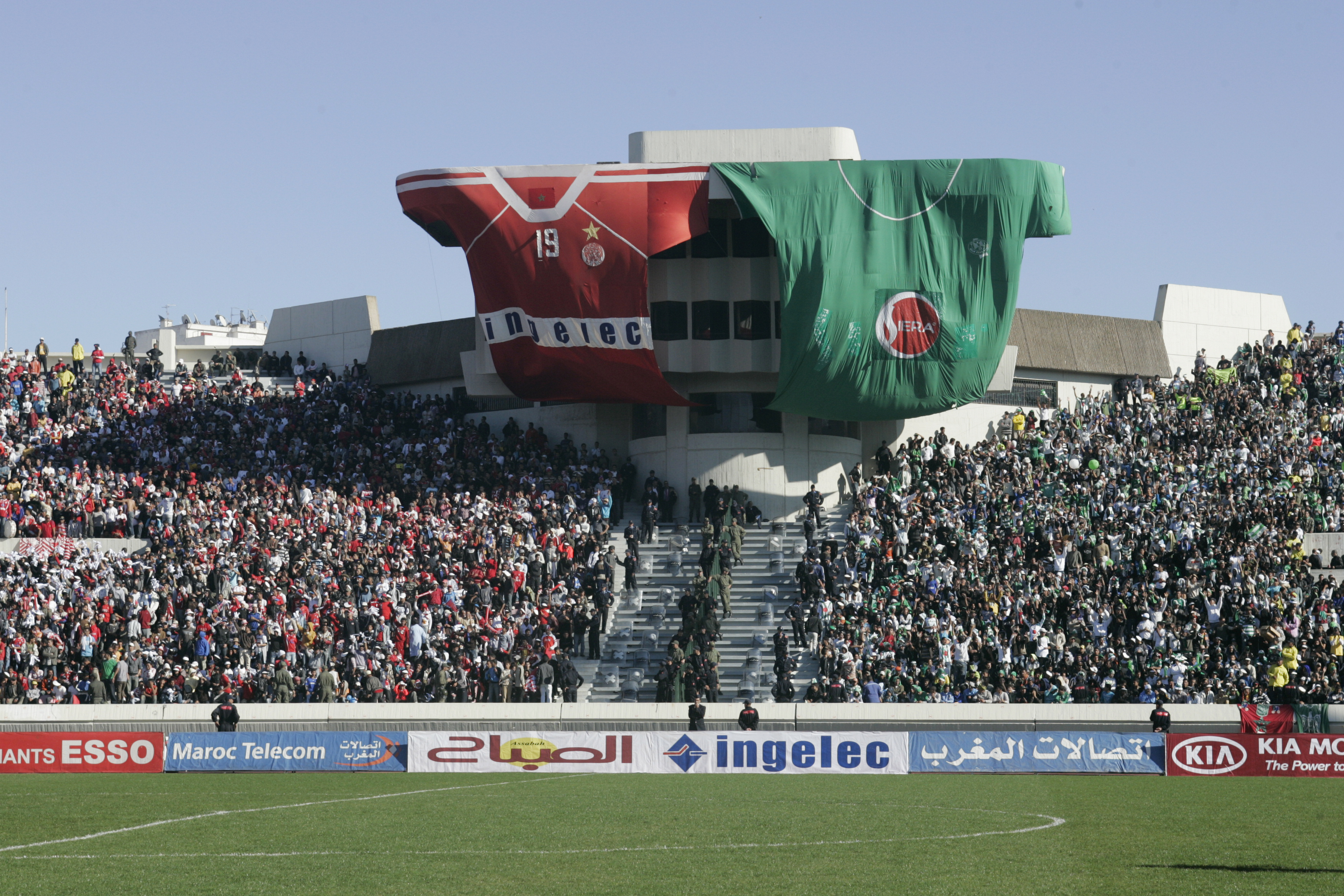
La coreografia dei tifosi in occasione del derby di Casablanca del novembre 2008

Il derby di Casablanca (in arabo : الدربي البيضاوي‎?) è la partita di calcio che oppone Wydad e Raja, i due club più sostenuti e titolati del Marocco, aventi entrambi sede a Casablanca ed entrambi mai retrocessi dalla Botola 1 Pro, la massima serie del campionato nazionale.
La partita, che si tiene allo stadio Mohamed V (67 000 posti), è una delle più seguite d'Africa e del mondo e contrappone due tifoserie storicamente rivali.
Nel computo degli incontri giocati, il Raja Casablanca è in vantaggio per numero di vittorie rispetto al Wydad.

## Natura della rivalità
Il derby di Casablanca pone di fronte due squadre che non solo dividono quasi in due la popolazione di Casablanca, ma, lottando per l'egemonia calcistica nazionale sin dalla loro fondazione, tendono a polarizzare quasi l'intero movimento di appassionati di calcio marocchini. 
Se il Wydad vanta il record di campionati vinti (22, compresi i primi 5 vinti in epoca coloniale), il Raja (12 campionati in bacheca) conta il primato di derby vinti e la partecipazione alla finale della Coppa del mondo per club FIFA 2013, persa contro il Bayern Monaco. Le due squadre contano svariati titoli internazionali e sono le uniche compagini ad aver sempre militato nella massima divisione calcistica marocchina. 
Per capire le ragioni della rivalità tra i due club bisogna andare all'epoca del protettorato francese del Marocco, durante la quale ambo i sodalizi furono fondati. Il Wydad fu costituito l'8 maggio 1937 da Mohamed Benjelloun Touimi e soci; la sua sezione calcistica nacque nel 1939 e fu l'unica formata da soli calciatori marocchini a vincere il campionato nazionale. Nel 1952 Padre Jégo, principale dirigente del Wydad, tornò da un viaggio all'estero e fu destituito, così nel 1955 si unì ai rivali cittadini del Raja. Il Raja fu fondato il 20 marzo 1949, su iniziativa della resistenza marocchina all'oppressione francese e del sindacato marocchino. Le autorità francesi impedivano che a presiedere il club fosse un marocchino, ma dato che Ben Abadji Hejji era musulmano nato in Algeria e in possesso di nazionalità francese, si videro costrette a concedergli di ascendere alla presidenza.
La rivalità tra Wydad e Raja inizia con l'arrivo al Raja del già citato Affani Mohamed Ben Lahcen, detto padre Jégo. Dopo aver inculcato ai giocatori del Wydad un metodo anglosassone basato su rigore ed efficienza degli allenamenti, nella sua esperienza al Raja prese come modello il calcio sudamericano, che aveva scoperto nei suoi viaggi, un calcio, cioè, votato allo spettacolo e all'esaltazione delle qualità tecniche dei calciatori piuttosto che sull'atletismo esasperato o sulla tattica, secondo lui più adatto alle caratteristiche fisiche degli atleti marocchini.
Nonostante il Raja fosse di fondazione più recente rispetto al Wydad, divenne ben presto il club più titolato in ambito nazionale, prima di essere nuovamente superato dal Wydad. Fu proprio l'ascesa del Raja a infiammare la rivalità: dagli anni '90 del XX secolo, specie nel periodo che va dal 1996 al 2001, il Raja vinse ben sei campionati consecutivi, due CAF Champions League, una coppa nazionale, una Supercoppa d'Africa, una Coppa dei Campioni afro-asiatica e partecipò alla prima edizione della Coppa del mondo per club FIFA, nel 2000. Fu quella l'epoca d'oro per i biancoverdi di Casablanca.
Il primo derby si disputò nella prima stagione del campionato marocchino dopo l'indipendenza del Marocco e vide la vittoria del Raja per 1-0 con rete di El Aachir Mohamed, detto El Ouejdi, con un tiro da lontano. La rivincita del Wydad avvenne già nella seconda partita tra le due squadre, con il risultato di 3-0.
Memorabili furono i due derby disputati nel novembre 2019 e valevoli per il secondo turno della Coppa dei Campioni araba per club, che videro il Raja superare il turno in virtù del 4-4 esterno, dopo l'altro pareggio per 1-1 della gara di andata, grazie alla regola dei gol fuori casa.

## Statistiche
|                                   | Partite | Risultati | Risultati | Risultati | Reti | Reti |
| R                                 | Partite | Pareggi   | W         | R         | W    |      |
| --------------------------------- | ------- | --------- | --------- | --------- | ---- | ---- |
| Botola 1 Pro                      | 138     | 39        | 66        | 33        | 121  | 107  |
| Coupe du Trône                    | 16      | 7         | 3         | 6         | 20   | 17   |
| Coppa dei Campioni araba per club | 2       | 0         | 2         | 0         | 5    | 5    |
| Totale                            | 156     | 46        | 71        | 39        | 146  | 129  |